# گرسنگی زنبور عسل
گرسنگی زنبور عسل مشکلی برای زنبورها و زنبورداران است. گرسنگی ممکن است ناشی از آب و هوای نامساعد، بیماری، حمل و نقل در مسافت‌های طولانی یا کاهش ذخایر غذایی باشد. برداشت بیش از حد عسل (و فقدان تغذیه تکمیلی) مهم‌ترین علت کمبود آن است زیرا زنبورها به اندازه کافی ذخیره عسل ندارند، اگرچه آب و هوا، بیماری و آشفتگی نیز می‌توانند مشکلاتی ایجاد کنند. زنبورداران خانگی در زمستان با تلفات بیشتری در کلنی‌ها نسبت به تابستان مواجه می‌شوند، اما برای زنبورداران تجاری، میزان تلفات در فصول مختلف تفاوت چندانی ندارد. با نظارت مؤثر بر کهیر و اقدامات پیشگیری از بیماری، می‌توان از گرسنگی جلوگیری کرد. گرسنگی می‌تواند اثر سمی آفت‌کش‌هایی را که زنبورها در معرض آن قرار دارند، تشدید کند.
زنبورداران خانگی حدود ۴۰٪ از کل عسل تولیدشده در جهان را تأمین می‌کنند. مسائل مربوط به مدیریت کندو که منجر به از دست دادن کلنی‌ها می‌شود، یکی از نگرانی‌های اصلی این زنبورداران است. بر اساس یک نظرسنجی ملی در سال‌های ۲۰۱۴–۲۰۱۵، زنبورداران خانگی ۵۲٪ و زنبورداران تجاری ۳۲٪ از کلنی‌های خود را از دست داده‌اند. زنبورداران خانگی در زمستان نسبت به تابستان با تلفات بیشتری در کلنی‌ها روبه‌رو هستند، اما برای زنبورداران تجاری تفاوت قابل‌توجهی بین فصول وجود ندارد.
تقریباً ۲۲٪ از زنبورداران خانگی، گرسنگی را به‌عنوان یکی از علل اصلی از دست دادن کلنی‌ها شناسایی کرده‌اند. گرسنگی زنبور عسل به‌ویژه برای زنبورداران تازه‌کار مشکل بزرگی است. گرسنگی می‌تواند ناشی از شرایط نامساعد جوی، بیماری، حمل‌ونقل طولانی‌مدت یا کاهش ذخایر غذایی باشد. جلوگیری از گرسنگی با نظارت دقیق بر کندوها و اقدامات پیشگیرانه برای مقابله با بیماری‌ها امکان‌پذیر است.

## علل

### کمبود غذا
برداشت بیش‌ازحد عسل (و نبود تغذیه تکمیلی) مهم‌ترین دلیل کمبود غذایی زنبورها است. در این شرایط، زنبورها ذخیره کافی از عسل برای خود ندارند. تغییرات و شرایط سخت آب‌وهوایی، میزان ذخیره غذای موجود و حضور نوزادان (براد) از جمله عواملی هستند که سرعت کاهش ذخایر غذایی را تعیین می‌کنند. تنها یک یا دو روز کمبود غذا می‌تواند منجر به از بین رفتن کل یک کندو شود.

### آب و هوا
در زمستان، زنبورهای عسل دور ملکه و نوزادان (براد) جمع می‌شوند تا آن‌ها را گرم نگه دارند. باور بر این است که لایه بیرونی از زنبورها که «زنبورهای مانتلی» نامیده می‌شوند، باعث حفظ فشردگی و گرمای خوشه می‌شوند. همچنین لایه داخلی از زنبورهای کارگر به حرکت درآمده و با لرزیدن گرما تولید می‌کنند.
حتی اگر غذا در گوشه‌ای دور از کندو یا روی قاب دیگری موجود باشد، ممکن است هوا آن‌قدر سرد باشد که زنبورها نتوانند خوشه را ترک کنند و به غذا برسند. این وضعیت منجر به گرسنگی و مرگ زنبورها می‌شود.

### بیماری‌ها
بیماری‌هایی مانند نوزما سرانا بر دستگاه گوارش زنبورها تأثیر می‌گذارند. این امر حتی در صورت وجود منابع غذایی می‌تواند منجر به گرسنگی شود.

### جابجایی
هر سال میلیون‌ها زنبور عسل به کالیفرنیا و دیگر نقاط ایالات متحده منتقل می‌شوند تا محصولاتی مانند بادام را گرده‌افشانی کنند. کندوهای زنبور در کامیون‌ها به‌صورت بی‌وقفه یا با استراحت‌های کوتاه در سراسر کشور جابه‌جا می‌شوند. زنبورها به‌دلیل محدودیت فضا، گرما، تغییرات آب‌وهوایی و تغییر ناگهانی در وظایف روزانه‌شان تحت فشار شدید قرار می‌گیرند.
در طول مسیر که معمولاً دو تا سه روز طول می‌کشد، بررسی دمای داخل کندوها و میزان غذای آن‌ها توسط راننده کامیون یا زنبوردار دشوار است. تغذیه مناسب زنبورها تحت تأثیر قرار می‌گیرد و خطر گرسنگی و مرگ زنبورها در حین این سفرها بسیار بالا است. یک مطالعه نشان داده است که در زنبورهای مهاجر، رشد غدد تغذیه‌ای مختل شده که منجر به تغذیه نامناسب نوزادان می‌شود.
خبرهای دانشگاه ایالتی کارولینای شمالی بیان می‌کنند که فراهم آوردن دسترسی زنبورها به مقدار زیادی غذا در طول جابه‌جایی می‌تواند استرس ناشی از حمل‌ونقل را کاهش دهد.